# Trois Filles à Madrid
Pour plus de détails, voir Fiche technique et Distribution.
Trois Filles à Madrid (titre original : The Pleasure Seekers) est un film américain réalisé par Jean Negulesco, sorti en 1964.

## Synopsis
Trois jeunes femmes co-locataires découvrent les joies de l'amour à Madrid en faisant la connaissance de la gent masculine.

## Fiche technique
- Titre original : The Pleasure Seekers
- Titre français : Trois Filles à Madrid
- Réalisation : Jean Negulesco
- Scénario : Edith Sommer d'après le roman de John H. Secondari
- Photographie : Daniel L. Fapp
- Montage : Louis R. Loeffler
- Musique : Lionel Newman
- Société de production : 20th Century Fox
- Pays d'origine :  États-Unis
- Format : Couleurs - 2,35:1 - Mono
- Genre : Comédie romantique
- Durée : 107 minutes
- Date de sortie : 1964
- Affiche : Raymond Elseviers (Belgique)

## Distribution
- Ann-Margret : Fran Hobson
- Anthony Franciosa : Emilio Lacayo
- Carol Lynley : Maggie Williams
- Gardner McKay : Pete Mc Coy
- Pamela Tiffin : Susie Higgins
- André Lawrence : Dr. Andres Briones
- Gene Tierney : Jane Barton
- Vito Scotti : le voisin
- Isobel Elsom : Dona Teresa Lacayo
- Maurice Marsac : Jose
- Brian Keith : Paul Barton
- Antonio Gades : Danseur de flamenco

## À noter
- C'est le dernier rôle au cinéma pour Gene Tierney.